# ويندي نيومان
ويندي نيومان (بالإنجليزية: Wendy Newman)‏ هي كاتِبة أمريكية، ولدت في 3 سبتمبر 1967 في سولت ليك في الولايات المتحدة.

## وصلات خارجية
- الموقع الرسمي